# Carl Krebs
Carl Krebs, född 5 februari 1857 i Hanseberg vid Königsberg in der Neumark, död 9 februari 1937 i Berlin, var en tysk musikhistoriker.
Krebs var ursprungligen naturforskare, men studerade senare musik i Berlin och anställdes 1895 som lärare i musikhistoria. Han var även verksam som musikkritiker i bland annat "Vossische Zeitung" och "Der Tag" och medarbetare i musikaliska facktidskrifter. Han utgav bland annat Haydn, Mozart, Beethoven (andra upplagan 1913), Dittersdorfiana (1900), Schaffen und Nachschaffen in der Musik (1902) och Meister des Taktstocks (1919).

### Fotnoter
1. 1 2  International Music Score Library Project, IMSLP-ID: Category:Krebs,_Carl, läst: 9 oktober 2017.[källa från Wikidata]
2. ↑  ”Carl Krebs” (på engelska). schenkerdocumentsonline.org. http://www.schenkerdocumentsonline.org/profiles/person/entity-000479.html. Läst 26 november 2019.
3. ↑  Find a Grave, läs online, läst: 17 november 2024.[källa från Wikidata]
4. ↑  Tjeckiska nationalbibliotekets databas, NKC-ID: xx0253514, läst: 19 december 2022.[källa från Wikidata]